# 文圣区
文圣区是辽宁省辽阳市下辖的一个市辖区。位於辽宁省中部辽阳市城區東部，大瀋陽經濟圈中部和沈遼鞍經濟腹帶，距瀋陽桃仙機場42公里。

## 行政区划
文圣区下辖2个街道办事处、2个镇：
庆阳街道、东京陵街道、小屯镇和罗大台镇。

## 人口
根據第七次人口普查數據，截至2020年11月1日零時，文聖區常住人口為160466人。